# Boghicea
Boghicea es una comuna ubicada en el distrito de Neamț, Rumania.

## Superficie
Posee una superficie de 39,40 kilómetros cuadrados.

## Demografía
Hasta 2021 la población era de 2102 habitantes, con una densidad de población de 53,35 habitantes por kilómetro cuadrado.